# 予防戦争
予防戦争（よぼうせんそう、英: preventive war）とは、敵の有利な戦争開始を予防するために先制して発動する戦争をいう。

## 概要
予防戦争は敵との戦争が不可避であるという一般情勢、さらに敵の軍事力に対して防勢を行うよりも攻勢を打ち出すことが有効であるという軍事情勢についての判断の下で、我による先制攻撃によって開始される戦争である。しかし予防戦争には軍事的な困難が指摘されている。

## 発祥・論議

### 近世
クラウゼヴィッツは軍事的な観点から防御、すなわち敵を待ち受ける軍事行動が攻撃よりも一般的に優れていると主張している。またジョミニも敵地侵攻には利点があるものの、情報の優位や住民の援助や確保できている我の国土で戦うことには重要な利点があることを指摘する。つまり予防戦争とはそのような防御の優位を犠牲にしてでも先制攻撃を加えることによって得られる利益が大きくなければならない。

### 現代
1949年にアメリカ合衆国に続いてソビエト連邦が核実験を成功させたことから核戦争の予防のために先制核攻撃によって敵の軍事力を破壊することが主張されるようになった。つまり軍事技術の革新によって実際的に防御不能な大規模かつ決定的な攻撃の可能性が生まれ、その新しい戦略的な状況が予防戦争の見方を大きく変えることになった。冷戦において予防戦争を行う合理性についての戦略研究には数学者ノイマンやモルゲンシュテルンによって構築されたゲーム理論が導入され、その成果として囚人のジレンマとして一つの結論が導き出され予防戦争の一つの根拠となった。ウィルソン国防長官は1984年に議会で予防戦争を「敵がより強大となって、これに打ち勝つことができなくなる恐れがある時、わが方が強いうちに戦争をしかけること」と定義し、軍備拡張競争で将来的に劣位になる可能性のもとに予防戦争を実施することを示唆した。ただし、政治学者ハンティントンが指摘するように予防戦争は必ずしも全体戦争ではなく、予防限定戦争(preventive limited war)を研究することによって、予防的な先制攻撃を実施しても戦争の拡大を限定戦争の規模に留めることの意義を主張している。

## 法的観点
予防戦争は軍事行動に伴う法的判断の問題と関係している。予防戦争の法的問題は開戦法規と関連しており、自衛権を主張することが可能かどうかによって判断できる。自衛権とは敵性行為に対して自己保存を正当化する権利である。国連憲章では合法的な戦争行為として国際連合の集団安全保障の措置を定めており、集団安全保障の措置が行われるまでの間の緊急措置として各国の判断により自衛権を行使することが認められている。しかし自衛権の発動を宣言する要件として事態の緊急性、行動の必要性、さらに軍事行動が過剰とならないような均衡性の要件が考えられているために自衛権によって無制限の軍事行動が可能となるわけではない。それでも自衛戦争を発動する判断には困難な問題があることを政治哲学者マイケル・ウォルツァーは指摘しており、共同体に対する脅威の存在が明白であり、かつその脅威に対処するために他の選択肢がないと言えなければならないが、これは客観的な基準によって判断できるものではない。

## 実証
アメリカ同時多発テロ事件に際し、アメリカはテロに対する報復としてアフガニスタンとイラクへ侵攻した。ただしこの試みは失敗し、余計に世界中にテロが蔓延し、難民が増える結果になった。